# Grenergy
Grenergy es una compañía española creada en 2007, productora independiente de energía renovable y especialista en el desarrollo, construcción y operación de proyectos fotovoltaicos y de almacenamiento. Tiene presencia en las regiones de Europa, Latinoamérica y Estados Unidos a través de 10 países.

## Historia
Fue fundada en 2007 en España por el economista David Ruiz de Andrés. Comenzó a operar sus primeros proyectos en España (2008-2012) con parques solares en las provincias de Cuenca, Toledo, Sevilla, Granada y Ávila. Tras frenarse los incentivos al sector en España, la compañía eligió Chile para su expansión por Latinoamérica e inició su labor en 2014. En 2016 se adjudicó la construcción y el desarrollo de dos parques eólicos en Cajamarca (Perú),y continuó en Colombia y México, con la construcción de dos plantas solares.En 2020 comenzó a operar en Italia, y Reino Unido,y en 2022 comenzó su labor en Alemania.Su llegada a Estados Unidos, el mayor mercado energético mundial, fue en 2022 con la adquisición del 40% de la desarrolladora de proyectos fotovoltaicos y de baterías Sofos Harbert Renewable Energy.  Un año más tarde, alcanzó la compra del 100% de la compañía que pasó a llamarse Grenergy US.
Ha aprobado la estrategia Net Zero para ser neutra en carbono en 2040.
Grenergy  posee varias certificaciones de sostenibilidad. En 2022 y 2023, la compañía logró la calificación de sostenibilidad, “AAA”, que otorga el MSCI ESG Rating, índice que elabora Morgan Stanley y que analiza y mide el rendimiento de las compañías respecto a las materias relacionadas con el medio ambiente, la sociedad y la gobernanza.
Entre las acciones de su plan ESG, ha sido reconocida por la instalación de una planta solar fotovoltaica de 350 kilovatios para abastecer de electricidad a la población local de Quillagua, en el desierto de Atacama (Chile). También en Chile y a lo largo de la Carretera Austral ha instalado puntos de recarga gratuitos para vehículos eléctricos y donaciones a las comunidades para fomentar el desarrollo escolar.

## Salida a Bolsa
En 2015 empezó a cotizar en el Mercado Alternativo Bursátil (MAB- actualmente conocido como BME Growth) de la Bolsa española, contando entonces con 20 empleados. En 2019 dio el salto al Mercado Continuo protagonizando el único debut bursátil de ese año. En 2021 la compañía registró el primer programa de pagarés verdes, emisión de deuda alineada con los Green Bond Principles 2021 del International Capital Market Association (ICMA) y los Green Loan Principles 2021 del Loan Market Association (LMA). La empresa ha suscrito la primera financiación Green Sustainability-Linked de España.

## Parques en cartera
Cuenta con una cartera de 15,9 gigavatios (GW) de energía fotovoltaica y 21,7 GWh en almacenamiento, en distintas fases de desarrollo.  

### Oasis de Atacama
Oasis de Atacama es en 2024 la mayor batería de almacenamiento del mundo a partir de energía fotovoltaica.[cita requerida] Se encuentra en el Desierto de Atacama (Chile) y tiene una capacidad de cerca de 2 GW solar junto con 11 gigavatios hora (GWh) de almacenamiento, tras haber adquirido de Repsol e Ibereólica 1GW solar, incluyendo la línea de 1 GW energizada.
Grenergy tiene un acuerdo con BYD - corporación china fabricante de baterías- para el suministro de sistemas de almacenamiento a gran escala por una capacidad total de 3GWh para Oasis de Atacama. Cuenta con contratos de compraventa de energía con empresas como la chilena EMOAC.

### Gran Teno
Es la mayor planta fotovoltaica en operación de Grenergy hasta la fecha (2024). Cuenta con 241 MWp, y está ubicada en la Región del Maule, en el centro-sur de Chile. Su construcción mediante financiación sostenible de BNP Paribas y Société Générale, ascendió a 136 millones de euros (148 millones de dólares). La firma de un contrato de venta de energía a largo plazo (PPA) permitirá suministrar 140 GWh anuales a una empresa utility internacional por un periodo de 12 años.

### Otros proyectos
Entre los parques en cartera se encuentran la planta fotovoltaica de Escuderos (Cuenca), que con una potencia de 200 MW abastecerá de energía a la compañía Galp,Grenergy aseguró 110 millones de euros para su construcción, con financiamiento proveniente de KFW y Bankinter.
La planta de Tabernas (Almería), con una capacidad de 250 MW y una producción anual estimada de 466.6 GWh, funciona con una financiación verde de 175 millones de euros, además de un acuerdo con Ingeteam para el suministro de 70 inversores de última generación.
Existen otras 80 plantas de la compañía en Chile.

## Reconocimientos
- Financial Times la reconoció como una de las compañías de mayor crecimiento en Europa en 2024.[32]